# Gerald Potterton
Gerald Potterton (ur. 8 marca 1931 w Londynie, zm. 23 sierpnia 2022 w Cowansville) – kanadyjski reżyser, scenarzysta, animator i producent filmowy. Jego film Christmas Cracker (1962) był nominowany do Oscara za najlepszy krótkometrażowy film animowany podczas 37. ceremonii wręczania Oscarów.

## Wybrana filmografia
- 1962: Christmas Cracker
- 1965: Wędrownik
- 1981: Heavy Metal
- 1989: Ekoludki i Śmiecioroby

## Nagrody
15. MFF w Berlinie
- 1965: Wyróżnienie Specjalne za film krótkometrażowy: Wędrownik (The Railrodder)

MFF w San Francisco
- 1964: Nagroda Golden Gate za najlepszy krótkometrażowy film animowany: Christmas Cracker

Źródło: